# Nikolai Iwanowitsch Jewdokimow

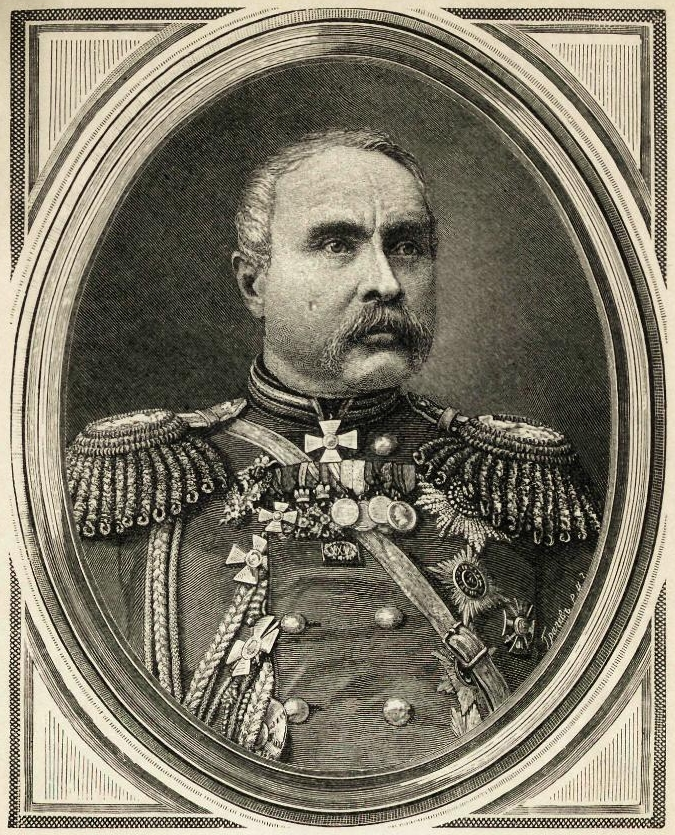
Nikolai Jewdokimow

Graf Nikolai Iwanowitsch Jewdokimow (russisch Николай Иванович Евдокимов; * 1804 in Naurskaja; † 23. Maijul. / 4. Juni 1873greg. in Pjatigorsk) war ein russischer General.

## Leben
Nikolai Iwanowitsch Jewdokimow stammte aus bescheidenen Verhältnissen. Sein Vater war Feuerwerker in der Terekkosaken-Staniza Naurskaja. Nikolai Iwanowitsch Jewdokimow trat früh in das Heer ein, kämpfte unter General Jermolow am Kaukasus und tat sich besonders in den Kämpfen gegen den Imam Schamil hervor. Durch wichtige Erfolge, wie den Sieg beim Aul Ismail 1858, gelang es Jewdokimow im April 1859, die Residenz Schamils, Wedeno, in seine Gewalt zu bringen. Schamil gelang zunächst die Flucht in das Bergdorf Gunib. Am 25. August 1859 ergab er sich dort der russischen Übermacht, was die Unterwerfung des nordöstlichen Kaukasus zur Folge hatte. Jewdokimow wurde dafür in den Grafenstand erhoben und zum Generaladjutanten des Kaisers Alexander II. ernannt.
Im Jahr 1861 wurde er beauftragt, die Tscherkessenstämme des nordwestlichen Kaukasus zur Unterwerfung zu zwingen. In dreijährigem Krieg engte er sie immer mehr ein, bis er am 28. April 1864 deren letzte Festung Wardan einnahm. Die Tscherkessenstämme hatten somit nur noch die  Wahl zwischen Unterwerfung oder Auswanderung in die Türkei. Die Mehrzahl wählte die letztere, der Rest wurde ins Kuban-Gebiet versetzt und ihr ehemaliges Gebiet russischen Ansiedlern zugewiesen. Nach Beendigung des Krieges begab er sich nach Tiflis, wo er dem Statthalter im Kaukasus, dem Großfürsten Michael, zur Seite stand. Die letzte Zeit seines Lebens verbrachte er in Pjatigorsk, nachdem er 1870 in den Ruhestand getreten war.
Dieser Artikel basiert auf einem gemeinfreien Text aus Meyers Konversations-Lexikon, 4. Auflage von 1888 bis 1890.
| Personendaten    | Personendaten                   |
| ---------------- | ------------------------------- |
| NAME             | Jewdokimow, Nikolai Iwanowitsch |
| ALTERNATIVNAMEN  | Евдокимов, Николай Иванович     |
| KURZBESCHREIBUNG | russischer General              |
| GEBURTSDATUM     | 1804                            |
| GEBURTSORT       | Naurskaja                       |
| STERBEDATUM      | 4. Juni 1873                    |
| STERBEORT        | Pjatigorsk                      |